# Мачуха (серіал, 2022)
«Мачуха» (ісп. La madrastra) — мексиканський телесеріал 2022 року у жанрі драми, мелодрами та створений компаніями TelevisaUnivision. В головних ролях — Араселі Арамбула, Андрес Паласіос.
Перша серія вийшла в ефір 15 серпня 2022 року.
Серіал має 1 сезон. Завершився 50-м епізодом, який вийшов у ефір 21 жовтня 2022 року.
Режисер серіалу — Серхіо Катаньо, Гектор Маркес Кампос.
Сценарист серіалу — Габріела Ортігоза, Роса Салазар Аренас, Рікардо Техеда, Фермін Зуніга, Ентоні Мартінес.
Продюсер серіалу — Кармен Армендаріс.
Серіал є адаптацією чилійського серіалу Мачуха (ісп. La madrastra), 1981 року.

## Сюжет
Після відбуття 20-річного ув'язнення за злочин, якого вона не вчиняла, Марсія хоче знову побачити своїх дітей. Однак їхній батько Естебан переконав дітей, що їх мама померла.

## Актори та ролі

### Головні
| Актор               | Роль                                       |
| ------------------- | ------------------------------------------ |
| Араселі Арамбула    | Марсія Сіснерос де Ломбардо / Маріса Джонс |
| Андрес Паласіос     | Естебан Ломбардо                           |
| Марісоль дель Ольмо | Лукреція Ломбардо                          |
| Хуан Карлос Баррето | отець Хосе Харамільо                       |
| Марта Хулія         | Флоренсія Лінарес де Техада                |
| Марко Тревіно       | Донато Рівас                               |
| Сесілія Габріела    | Емілія Зетіна де Рівас                     |
| Хуан Мартін Хаурегі | Бруно Техада                               |
| Ісідора Гонсалес    | Інес Ломбардо                              |
| Денія Агаліану      | Паула Феррер                               |
| Едуардо Еспана      | Руфіно «Ла Тортуга» Гонсалес               |
| Монсеррат Мараньон  | Кандіда де Нуньєс                          |
| Рікардо Фастліхт    | Франциско «Панчо» Нуньєс                   |
| Епі Велес           | Віолета Прадо                              |
| Кармен Муга         | Альба Бермехо                              |
| Адріан Ді Монте     | Альваро Гонсалес                           |
| Ікер Мадрид         |                                            |
| Альберто Павон      | Інакі Арнелла                              |
| Девід Каро Леві     | Уго Ломбардо Сіснероса                     |
| Ана Тена            | Люсія Ломбардо Сіснерос                    |
| Еміліано Гонсалес   | Рафаель Ломбардо Сіснерос                  |
| Хулія Урбіні        | Селія Нуньєс                               |
| Себастьян Фоуілоукс | Омар Ескаланте                             |
| Крістофер Валенсія  | Пабло Нуньєс                               |
| Хосе Еліас Морено   | Сантіно Гонсалес                           |

### Постійні та спеціальні гості
| Актор            | Роль                |
| ---------------- | ------------------- |
| Габріель Сото    | Ніколас Ескаланте   |
| Вільма Сотомайор | Ребека де Ескаланте |
| Педро Прієто     |                     |
| Палмейра Круз    | Бетіна              |

## Сезони
| Сезон | Епізоди | Епізоди | Оригінальний показ | Оригінальний показ | Оригінальний показ |
| Сезон | Епізоди | Епізоди | Перший показ       | Останній показ     | Мережа             |
| ----- | ------- | ------- | ------------------ | ------------------ | ------------------ |
| 1     | 50      | 50      | 15 серпня 2022     | 21 жовтня 2022     | Las Estrellas      |

## Аудиторія
| Сезон | Розклад       | Серії | Перший ефір         | Перший ефір        | Останній ефір       | Останній ефір      | Середня кількість глядачів (мільйони) |
| Сезон | Розклад       | Серії | Дата                | Глядачі (мільйони) | Дата                | Глядачі (мільйони) | Середня кількість глядачів (мільйони) |
| ----- | ------------- | ----- | ------------------- | ------------------ | ------------------- | ------------------ | ------------------------------------- |
| 1     | 21:30 — 22:30 | 50    | 15 серпня 2022 року | 3,1                | 21 жовтня 2022 року | 3,8                | 3,1                                   |

## Рейтинги серій

### Сезон 1 (2022)
| №  | Оригінальна дата ефіру | Аудиторія (мільйони) |
| -- | ---------------------- | -------------------- |
| 1  | 15 серпня 2022         | 3.1                  |
| 2  | 16 серпня 2022         | 3.4                  |
| 3  | 17 серпня 2022         | 3.5                  |
| 4  | 18 серпня 2022         | 3.1                  |
| 5  | 19 серпня 2022         | 3.1                  |
| 6  | 22 серпня 2022         | 3.1                  |
| 7  | 23 серпня 2022         | 3.0                  |
| 8  | 24 серпня 2022         | 3.0                  |
| 9  | 25 серпня 2022         | 3.0                  |
| 10 | 26 серпня 2022         | 3.0                  |
| 11 | 29 серпня 2022         | 3.0                  |
| 12 | 30 серпня 2022         | 2.9                  |
| 13 | 31 серпня 2022         | 3.1                  |
| 14 | 1 вересня 2022         | 3.3                  |
| 15 | 2 вересня 2022         | 2.9                  |
| 16 | 5 вересня 2022         | 2.9                  |
| 17 | 6 вересня 2022         | 2.9                  |
| 18 | 7 вересня 2022         | 3.1                  |
| 19 | 8 вересня 2022         | 2.9                  |
| 20 | 9 вересня 2022         | 2.8                  |
| 21 | 12 вересня 2022        | 3.1                  |
| 22 | 13 вересня 2022        | 3.0                  |
| 23 | 14 вересня 2022        | 2.9                  |
| 24 | 15 вересня 2022        | 2.2                  |
| 25 | 16 вересня 2022        | 2.6                  |
| 26 | 19 вересня 2022        | 3.1                  |
| 27 | 20 вересня 2022        | 2.9                  |
| 28 | 21 вересня 2022        | 2.8                  |
| 29 | 22 вересня 2022        | 3.1                  |
| 30 | 23 вересня 2022        | 2.9                  |
| 31 | 26 вересня 2022        | 2.8                  |
| 32 | 27 вересня 2022        | 3.3                  |
| 33 | 28 вересня 2022        | 3.0                  |
| 34 | 29 вересня 2022        | 3.2                  |
| 35 | 30 вересня 2022        | 2.8                  |
| 36 | 3 жовтня 2022          | 3.2                  |
| 37 | 4 жовтня 2022          | 3.3                  |
| 38 | 5 жовтня 2022          | 3.3                  |
| 39 | 6 жовтня 2022          | 3.1                  |
| 40 | 7 жовтня 2022          | 2.8                  |
| 41 | 10 жовтня 2022         | 3.5                  |
| 42 | 11 жовтня 2022         | 3.3                  |
| 43 | 12 жовтня 2022         | 3.6                  |
| 44 | 13 жовтня 2022         | 3.4                  |
| 45 | 14 жовтня 2022         | 3.2                  |
| 46 | 17 жовтня 2022         | 3.4                  |
| 47 | 18 жовтня 2022         | 3.6                  |
| 48 | 19 жовтня 2022         | 3.3                  |
| 49 | 20 жовтня 2022         | 3.2                  |
| 50 | 21 жовтня 2022         | 3.8                  |

## Інші версії
| Рік  | Країна      | Українська назва         | Оригінальна назва             | Кількість | Кількість | В головних ролях                                   | Компанія                                                                  | Канал          |
| Рік  | Країна      | Українська назва         | Оригінальна назва             | сезонів   | серій     | В головних ролях                                   | Компанія                                                                  | Канал          |
| ---- | ----------- | ------------------------ | ----------------------------- | --------- | --------- | -------------------------------------------------- | ------------------------------------------------------------------------- | -------------- |
| 1981 | Чилі        | Мачуха                   | La madrastra                  | 1         | 75        | Яїл Ангер, Вальтер Кліче                           | Corporación de Televisión de la Pontificia, Universidad Católica de Chile | Canal 13       |
| 1985 | Мексика     | Прожити ще трохи         | Vivir un poco                 | 1         | 165       | Анхеліка Арагон, Рохеліо Герра                     | Televisa                                                                  | Las Estrellas  |
| 1996 | Мексика     | Назавжди                 | Para toda la vida             | 1         | 80        | Офелія Медіна, Езекієль Лавандеро, Сільвія Паскель | Televisa, Megavisión                                                      | Las Estrellas  |
| 1996 | Мексика США | Назавжди                 | Forever                       | 1         | 80        | Марія Маєнтес, Марк Шнейдер                        | Fox Broadcasting Company, Televisa                                        |                |
| 2005 | Мексика     | Мачуха                   | La madrastra                  | 1         | 120       | Вікторія Руффо, Сесар Евора                        | Televisa                                                                  | Las Estrellas  |
| 2015 | Колумбія    | Хто вбив Патрисію Солер? | ¿Quién mató a Patricia Soler? | 1         | 101       | Ітаті Кантораль, Мігель де Мігель                  | RTI Televisión                                                            | RCN Televisión |